# Giuseppe Arcimboldo

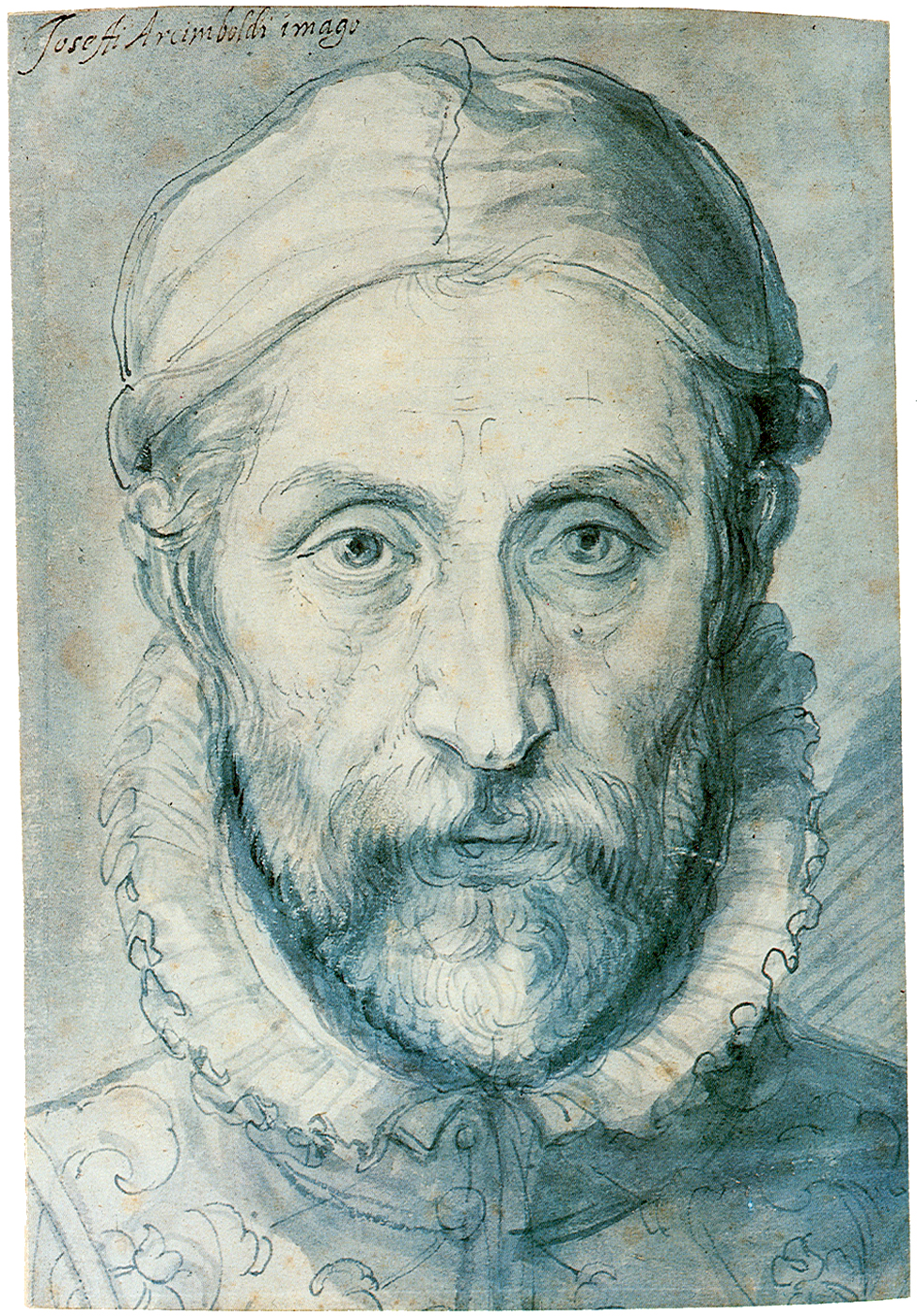
Autoportret, 1575 - Národni Galerie, Praga

Giuseppe Arcimboldo (n. 1527, Milano, Sfântul Imperiu Roman – d. 11 iulie 1593, Milano, Spania Habsburgică) a fost un pictor italian exponent al manierismului, cunoscut mai ales datorită figurilor alegorice executate prin combinația diverselor obiecte și viețuitoare (fructe, legume, pești, păsări, cărți etc.), legate metaforic de subiectul reprezentat.

## Viața și opera
Giuseppe Arcimboldo s-a născut la Milano în anul 1527. Tatăl său, Biagio Arcimboldo, descendent dintr-o ramură secundară a unei familii aristrocrate milaneze, era pictor, angajat pentru decorarea Domului din Milano. Contactul precoce al lui Giuseppe cu arta și literatura a fost favorizată de relațiile de prietenie ale tatălui său cu Bernardino Luini, elev al lui Leonardo da Vinci. În atelierul patern, Giuseppe își începe activitatea artistică către anul 1549, lucrând în special la schițele pentru realizarea vitraliilor din Dom. 

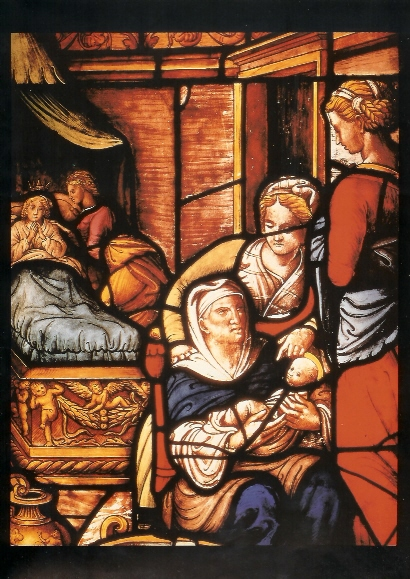
Giuseppe Arcimboldo: Nașterea Sfintei Caterina, 1551 - Vitraliu, Domul din Milano

Lui i se atribuie ciclul cu 48 de compoziții pe tema vieții Sfintei Caterina din Alexandria, vitralii realizate în 1556 de un maestru german. Arcimboldo avea deja în acel timp faima unui pictor valoros. Ultima apariție a numelui său în arhivele Domului din Milano datează din anul 1559, cu referință la realizarea desenului pentru o tapițerie destinată Domului din Como; motivele altor șapte tapițerii aparțin probabil tot lui, ținând seama de tematică și stilul caracteristic al bordurilor bogate. 
Orașul Milano, ca și întreaga Italia de nord, se găsea din anul 1525 sub suveranitatea casei de Habsburg. În 1562, Arcimboldo este chemat de către împăratul Ferdinand I la curtea imperială din Viena. Fiul acestuia, împăratul Maximilian II îl numește în 1564 "pictor al curții" (Hofmaler). Arcimboldo se bucură de un bun renume, nu numai pentru pictură, dar și pentru lucrări decorative la diferite festivități, scenografie, lucrări de arhitectură, hidraulică etc. În primii doi ani de activitate la Viena realizează numeroase portrete ale membrilor familiei imperiale și primele versiuni ale ciclurilor "Cele patru anotimpuri" și "Cele patru elemente", în maniera devenită tipică, constând în compozițiile alegorice din obiecte, fructe și legume. Aceste tablouri fură prezentate împăratului în ziua de Anul Nou 1569.
Cele patru anotimpuri (1573, Muzeul Luvru, Paris)

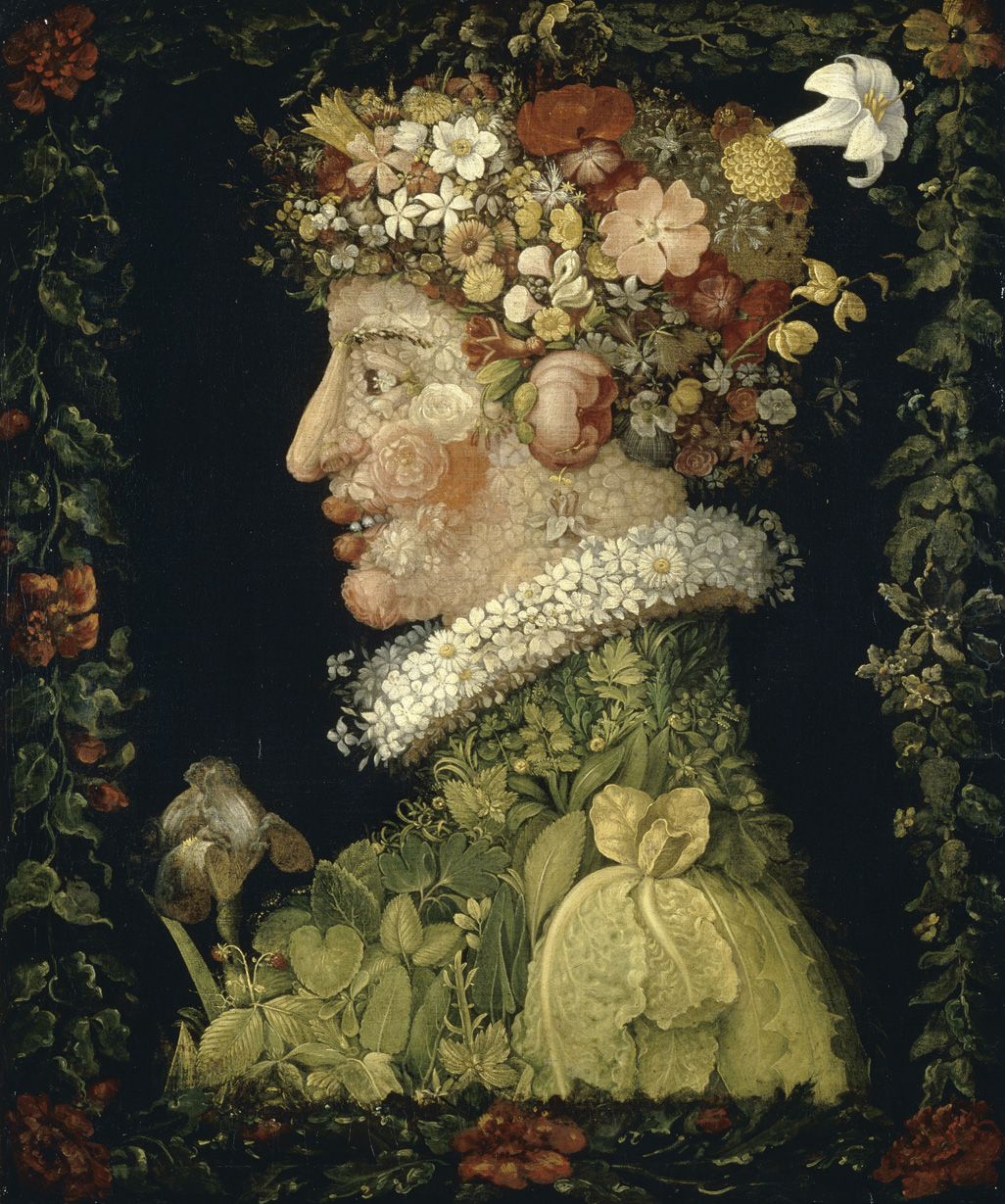
Primăvara
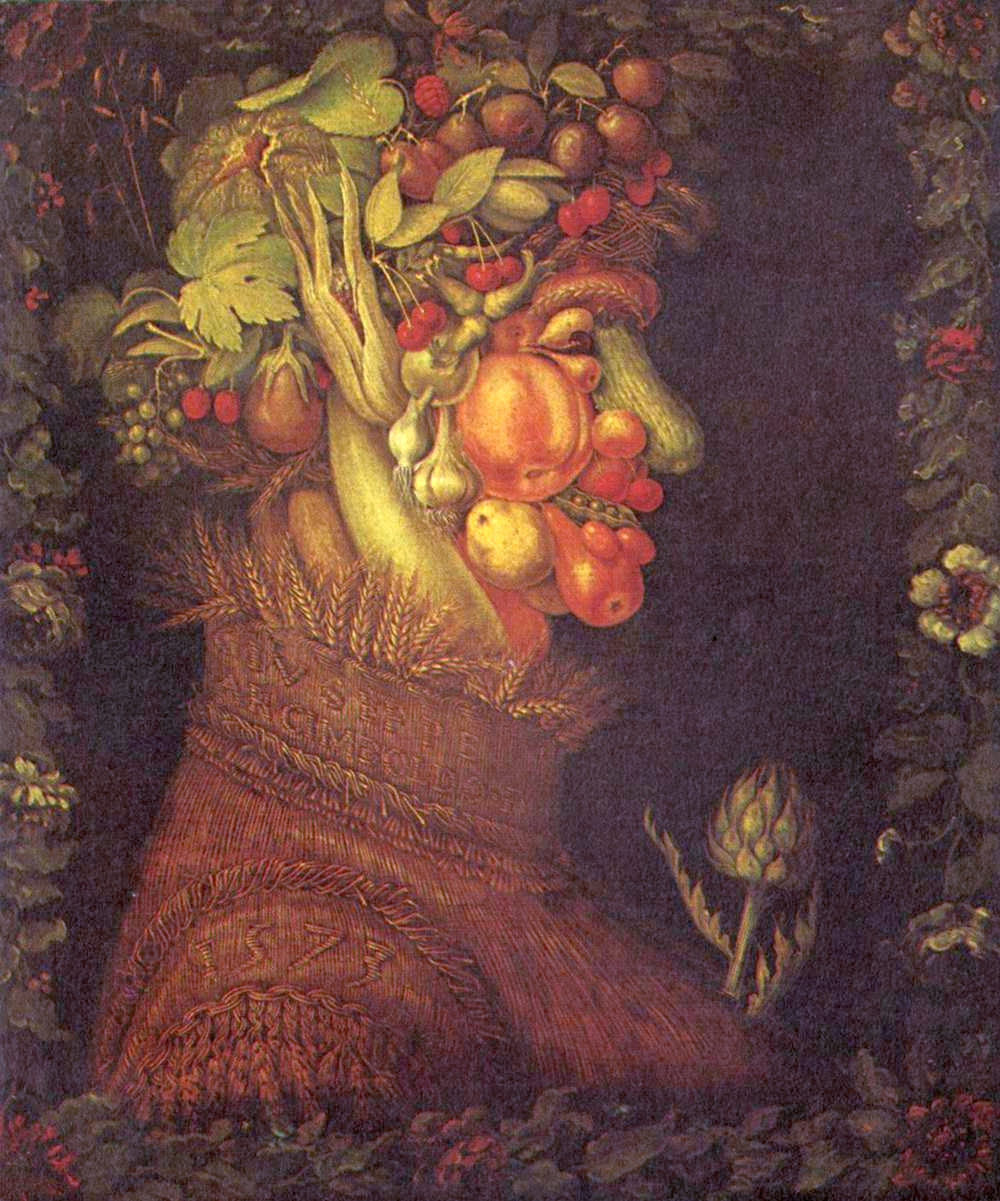
Vara
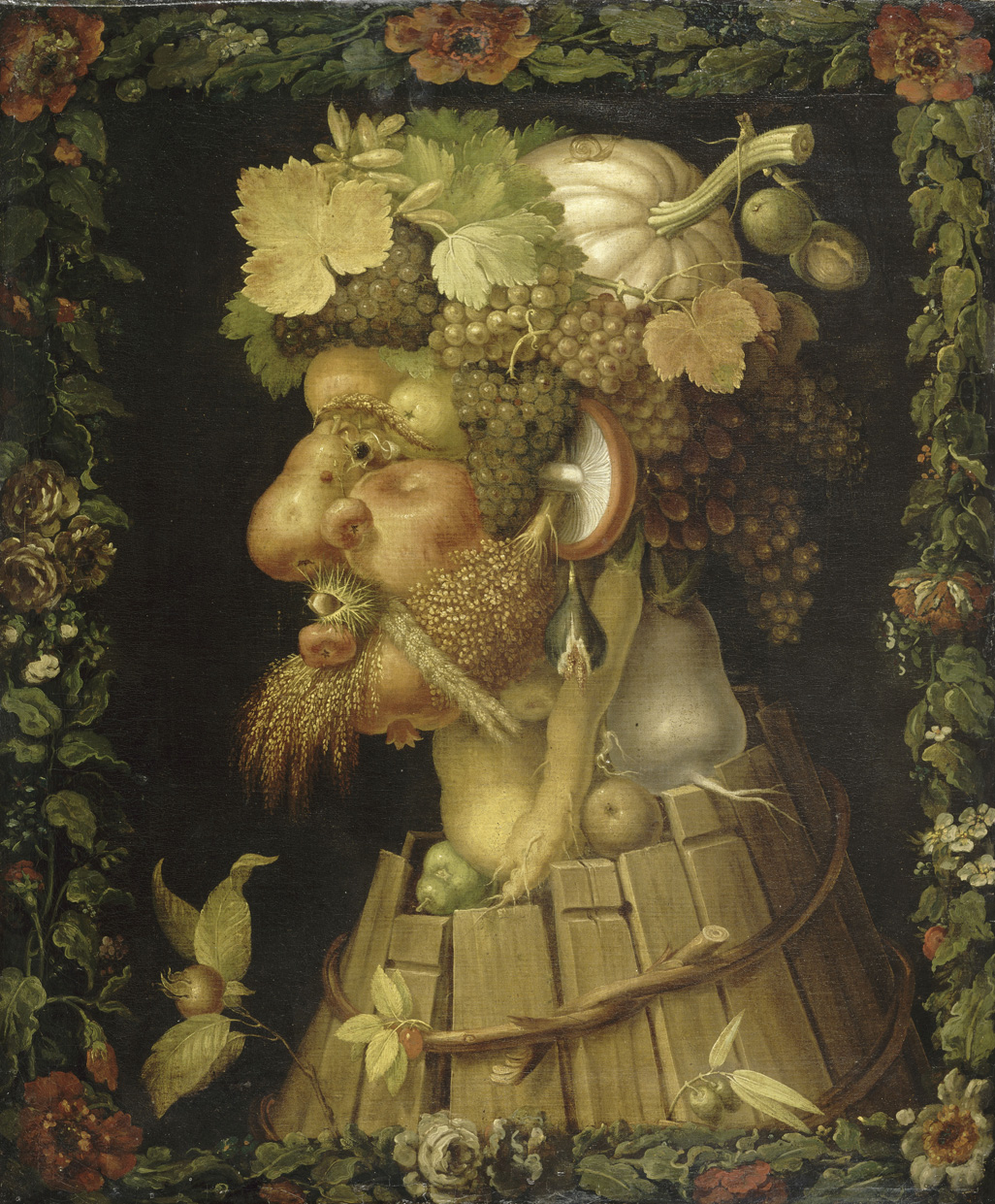
Toamna
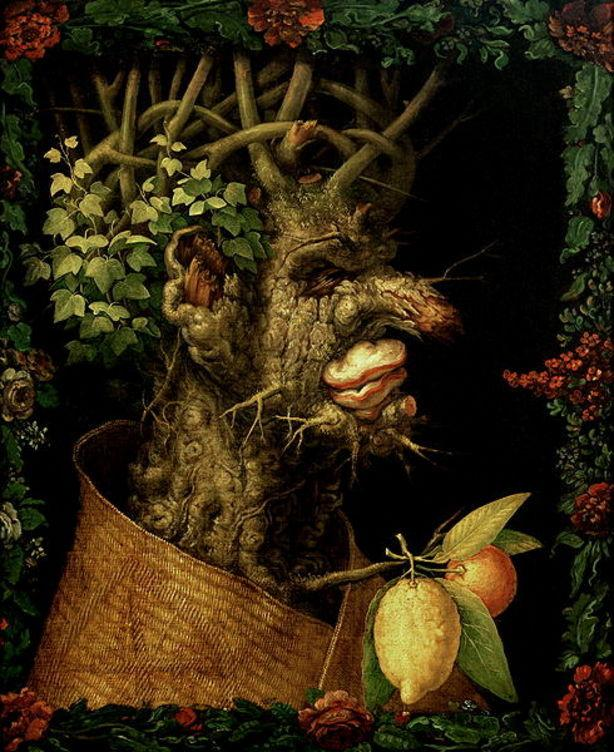
Iarna

Arcimboldo își păstrează funcțiile și sub împăratul Rudolf II, fiu și urmaș al lui Maximilian, care mută capitala imperiului la Praga. Rudolf, din punct de politic un suveran fără însemnătate, în schimb un iubitor și protector al artei și științelor, adună la curte artiști, astronomi, astrologi și alchimiști. Arcimboldo creează nucleul unui muzeu artistic, din care se va dezvolta o faimoasă galerie de artă (Kunst- und Wunderkammer). 

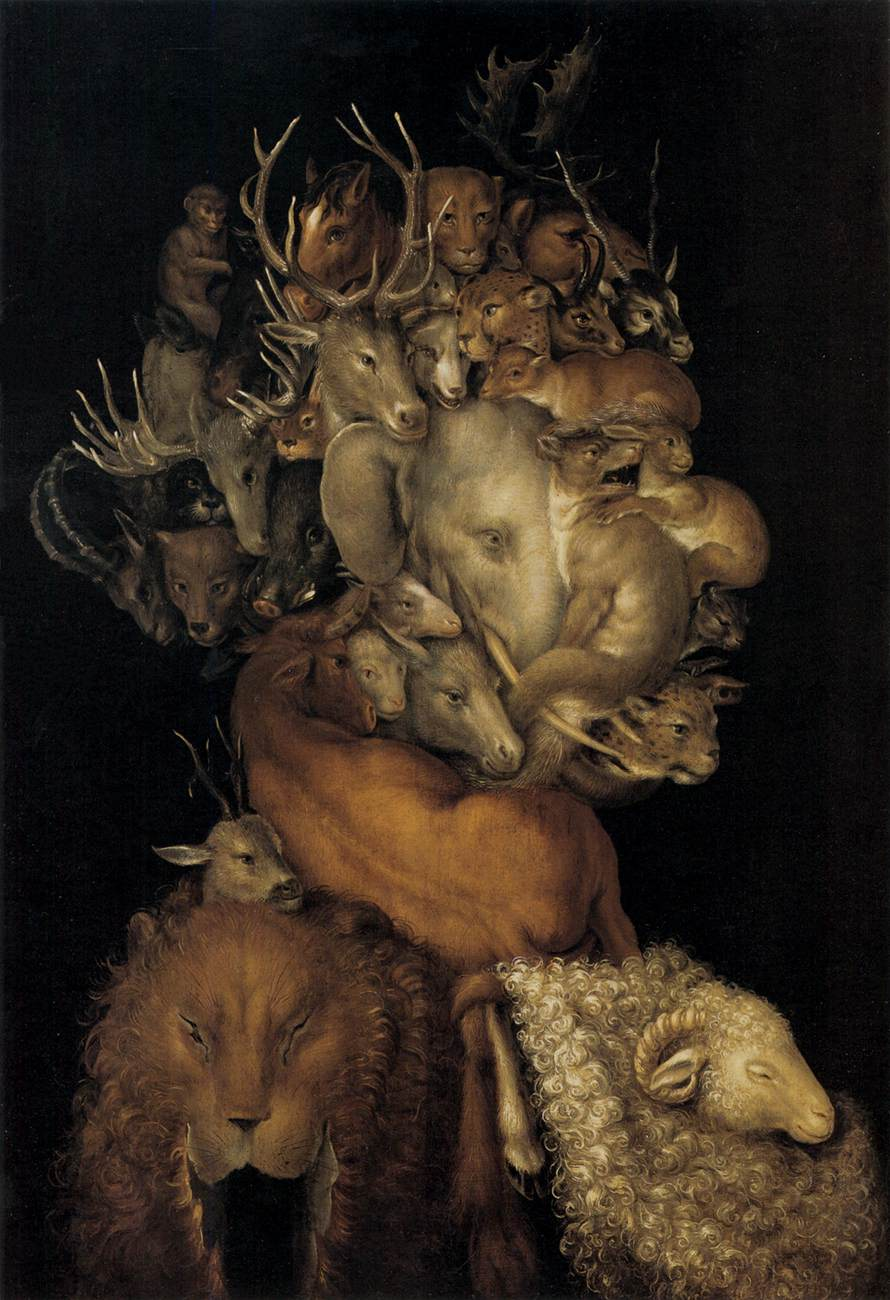
Pământul din ciclul Cele patru elemente, 1570

Rudolf II reprezentat ca zeul Vertumnus

La festivitățile organizate la curte, ca nunta (1571) și încoronarea (1572) lui Rudolf II, Arcimboldo reprezintă o sursă inepuizabilă de surprize: costume originale, personagii extravagante, petreceri diverse, măști grotești. 
În anul 1587, Arcimboldo părăsește Praga și se întoarce la Milano. Continuă să lucreze pentru curtea imperială, printre altele cele două tablouri celebre: Ninfa Flora și Rodolfo II in veste di Vertunno (portretul lui Rudolf II în chipul zeului Vertumnus). Impresionat de aceste tablouri, Rudolf II îl înobilează, dându-i titlul de conte (1592). La 11 iulie 1593, Giuseppe Arcimboldo moare, bolnav fiind de calcului renali cu retenție urinară.
Câteva decenii după moartea sa, renumele lui Arcimboldo începe să se piardă. Redescoperirea creației sale artistice are loc abia în cursul secolului al XX-lea, sub impulsul picturii suprarealiste, fiind admirat în special de Salvador Dalí. Arcimboldo a fost interepretul culturii "magico-cabalistice", caracteristică secolului al XVI-lea, și al acelui "manierism" ce avea să urmeze picturii renascentiste.